# Општина Думитра (Бистрица-Насауд)
Думитра (рум. Dumitra) општина је у Румунији у округу Бистрица-Насауд.
Oпштина се налази на надморској висини од 317 m.